# 김진영 (1967년)
김진영(1967년 6월 12일 ~ )은 대한민국의 영화 감독이다.
1994년 《돈텔파파》의 프로듀서를 맡으며 영화계에 입문하였고, 2008년 《아기와 나》로 데뷔를 하였다.
2021년 아트21 엔터테인먼트 총괄사장에 취임했다.
| 김진영   | 김진영                                                         |
| -------- | -------------------------------------------------------------- |
| 출생     | 1967년 6월 12일 서울특별시                                     |
| 국적     | 대한민국                                                       |
| 직업     | 영화 감독                                                      |
| 종교     | 개신교                                                         |
| 소속사   | 아트21 엔터테인먼트 (총괄사장)                                 |
| 가족     | 배우자 박정숙                                                  |
| 웹사이트 | 아트21 엔터테인먼트 - 홈페이지 보관됨 2022-05-22 - 웨이백 머신 |

## 학력
- 한림대학교 졸업

## 영화

### 연출
| 년도   | 작품명                             | 장르               | 비고   |
| ------ | ---------------------------------- | ------------------ | ------ |
| 1994년 | 《나는 소망한다 내게 금지된 것을》 | 드라마             | 마케팅 |
| 1998년 | 《루트 7》                         | 드라마             | 각본   |
| 2004년 | 《돈 텔 파파》                     | 코미디             | PD     |
| 2007년 | 《마파도 2》                       | 코미디             | PD     |
| 2008년 | 《아기와 나》                      | 코미디             | 감독   |
| 2009년 | 《청담보살》                       | 코미디             | 감독   |
| 2011년 | 《위험한 상견례》                  | 코미디             | 감독   |
| 2012년 | 《음치클리닉》                     | 멜로,로멘스        | 감독   |
| 2015년 | 《위험한 상견례 2》                | 코미디             | 감독   |
| 2022년 | 《B컷》                            | 범죄, 액션, 스릴러 | 감독   |

## TV
- 1998년 SBS 《순풍산부인과》
- 1998년 KBS2 《사관과 신사》
- 2012년 SBS Plus 《풀하우스 테이크2》
- 2014년 TvN 《꽃할배 수사대》